# RueBallu Edizioni
La rueBallu Edizioni è una casa editrice italiana che pubblica testi di letteratura musicale. Il concetto di musica è quello dell'antichità classica, dove la musica, l'arte delle Muse, comprendeva poesia, musica e danza.

## Storia
È stata fondata a Palermo nel 2007 esordendo con la pubblicazione di Incontro con Nadia Boulanger scritto da Bruno Monsaingeon, prefazione di Manlio Sgalambro. Il nome della casa editrice è un riferimento all'ubicazione dell'appartamento di Nadia Boulanger, sito nel IX arrondissement parigino. Il logo rappresenta il numero 36 babilonese, con riferimento al numero civico di RueBallu dove per molti anni Nadia Boulanger visse e insegnò.
Alla fine del 2022 rueBallu Edizioni diventa casa editrice generalista, con la pubblicazione in Italia di un volume di Arthur Kleinman, decano della Harvard University in collaborazione con la University of California Press.

## Il progetto editoriale
La collana di punta della casa editrice, Jeunesse Ottopiù è stata insignita del Premio Andersen 2016 come "miglior progetto editoriale." Tra i titoli della collana, il volume La cena del cuore. Tredici parole per Emily Dickinson scritto da Beatrice Masini e illustrato da Pia Valentinis, giunto finalista alla prima edizione del Premio Sinbad.
Alcuni volumi pubblicati sono destinati ai ragazzi. Maria Luisa Spaziani, per la collana Letteratura e Musica, ha tradotto dal francese il ciclo di poesie Clairières dans le Ciel di Francis Jammes, musicate da Lili Boulanger.
Tra gli autori pubblicati: Lili Boulanger, Peter Brook, Celia Cruz, Yehudi Menuhin, Arthur Kleinman, Beatrice Masini, Nadia Terranova, Roberta Torre.

## Collane
- Femmes Extraordinaires
- Hommes Extraordinaires
- Shamor e Zakhor
- Jeunesse Ottopiù
- Intorno al Mondo
- Letteratura e Musica
- Dio D’acqua

## Alcune pubblicazioni
- Celia Cruz, Mi vida, prefazione di Franco Battiato, 2009
- Guia Risari, Il Taccuino di Simone Weil, 2014[5]
- Matteo Corradini, Improvviso scherzo notturno. Un viaggio nella musica di Fryderyk Chopin , 2015[5]
- Beatrice Masini, La cena del cuore. Tredici parole per Emily Dickinson, 2015[5]
- Roberta Torre, Ipazia e la musica dei pianeti, 2016[5]